# 司马赞
司馬贊（276年—281年1月22日），字景期，河内郡温县（今河南省焦作市温县）人，晉朝宗室，齊王司馬攸第五子。
司马赞的叔叔廣漢王司馬廣德早死，司馬攸以司馬贊作為司马广德的嗣子，咸寧三年（277年）九月，司马赞被册立为廣漢王。太康元年十二月戊辰（281年1月22日）司马赞去世，虚龄六歲，諡號沖。兄長司馬寔繼嗣。